# Scrupocellaria americana
Scrupocellaria americana är en mossdjursart som beskrevs av Alpheus Spring Packard 1863. Scrupocellaria americana ingår i släktet Scrupocellaria och familjen Candidae. Inga underarter finns listade i Catalogue of Life.